# CCAAT增强子结合蛋白

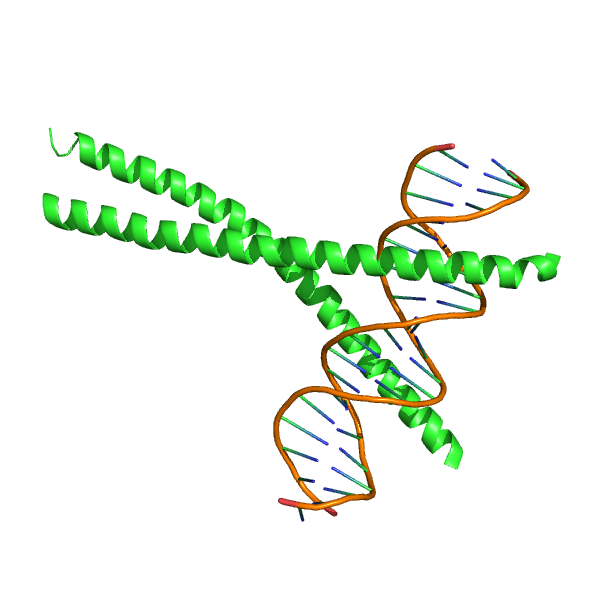
C/EBPα的bZip结构域与DNA结合。PDB条目

CCAAT增强子结合蛋白，简称C/EBP，是一个由六个成员组成的转录因子家族，从C/EBPα到C/EBPζ命名。它们通过与其启动子的相互作用促进某些基因的表达。一旦与DNA结合，C/EBP就可以招募所谓的共激活因子（例如CBP），进而可以打开染色质结构或招募基础转录因子。

## 功能
C/EBP蛋白与CCAAT（胞嘧啶-胞嘧啶-腺苷-腺苷-胸苷）盒基序相互作用，该基序存在于几个基因启动子中。它们的特点是在C端具有高度保守的碱性亮氨酸拉链（bZIP）结构域。该结构域与含有亮氨酸拉链结构域的家族（c-Fos和c-jun）的其他转录因子一样，参与二聚化和DNA结合。 C/EBP的bZIP结构域结构由一个α螺旋组成，当它二聚化时形成一个“盘绕”结构。C/EBP家族的成员可以与其他C/EBP和其他转录因子形成同源二聚体或异源二聚体，这些转录因子可能包含或不包含亮氨酸拉链结构域。二聚化是使C/EBP通过DNA大沟中的回文序列特异性结合DNA所必需的。C/EBP蛋白在N端也含有激活结构域和调节结构域。
这些蛋白质存在于肝细胞、脂肪细胞、造血细胞、脾、肾、大脑和许多其他器官中。 C/EBP 蛋白参与不同的细胞反应，例如控制细胞增殖、生长和分化、代谢和免疫。几乎所有C/EBP家族的成员都可以通过其激活结构域与基础转录装置的成分相互作用来诱导转录（C/EBPγ是一个例外，它缺乏功能性转录激活结构域）。它们的表达在多个水平上受到调节，包括通过激素、丝裂原、细胞因子、营养和其他因素。
这种蛋白质在哺乳动物的神经系统中表达，在神经细胞的发育和功能中起重要作用。C/EBPβ在神经元分化、学习、记忆过程、神经胶质和神经元细胞功能以及神经营养因子表达中发挥作用。

## 基因转录
C/EBPα、C/EBPβ、C/EBPγ和C/EBPδ基因没有内含子。C/EBP-ζ有四个外显子；C/EBPε有两个，由于启动子和剪接的替代使用，导致四个同工型。对于C/EBPα和C/EBPβ，可以通过交替使用起始密码子来产生不同大小的多肽。这被认为是由于核糖体扫描机制较弱。C/EBPα的mRNA可以转录成两种多肽。对于C/EBPβ，制备了三种不同的多肽：LAP*（38kDa）、LAP（35kDa）和LIP（20kDa）。翻译最多的异构体是LAP，然后是LAP*和LIP。LIP可以通过形成非功能性异二聚体作为其他C/EBP的抑制剂。

## 调节
C/EBPβ功能受多种机制调节，包括磷酸化、乙酰化、激活、自动调节和通过其他转录因子、致癌元件或趋化因子的抑制。C/EBPβ可以与CREB、NF-κB和其他蛋白质相互作用，从而产生反式激活潜力。
C/EBPβ的磷酸化可具有激活或抑制作用。例如，人C/EBPβ中苏氨酸235的磷酸化或小鼠和大鼠C/EBPβ中苏氨酸188的磷酸化对C/EBPβ反式激活能力很重要。C/EBPβ在其调节域中的磷酸化也可以调节其功能。
在秀丽隐杆线虫中表明，cebp-1 mRNA 3'非转译区的多个顺式元件有助于CEBP-1在神经元发育中的表达。

## 临床意义

### 在脂肪生成细胞中的作用
C/EBPβ和δ在脂肪细胞分化的早期阶段（脂肪细胞生成）被短暂诱导，而C/EBPα在脂肪细胞生成的末期被上调。体外和体内研究表明，每一种都在这一过程中发挥着重要作用。例如，来自缺乏C/EBPβ和C/EBPδ的小鼠的小鼠胚胎成纤维细胞（MEF）显示出对脂肪形成刺激的反应受损的脂肪细胞分化。相反，即使在没有脂肪细胞形成刺激的情况下，3T3-L1前脂肪细胞中C/EBPβ和δ的异位表达也会促进脂肪细胞生成。C/EBPβ和δ促进脂肪细胞生成，至少部分是通过诱导“主”脂肪生成转录因子C/EBPα和PPAR-γ的表达。
C/EBPα是脂肪细胞生成和正常脂肪细胞功能所必需的。例如，在除肝脏（需要避免产后致死）外的所有组织中缺乏C/EBPα的小鼠显示出异常的脂肪组织形成。此外，各种成纤维细胞系中C/EBPα的异位表达促进脂肪细胞生成。C/EBPα可能通过诱导PPAR-γ的表达来促进脂肪细胞生成。

### 在骨质疏松症的作用
C/EBPβ已被发现在骨质疏松症的发展中起作用。 C/EBPβ蛋白（LAP）的全长同种型激活MafB基因，而短同种型（LIP）抑制它。MafB基因激活抑制破骨细胞的形成。因此，LAP的上调减少了破骨细胞的数量，这削弱了骨质疏松过程，而LIP的上调则相反，增加了骨量的损失。
LAP/LIP平衡由mTOR蛋白决定。抑制mTOR的表达可以阻止破骨细胞的活性。

### 在癌症中的作用
CCAAT/增强子结合蛋白通常参与生长停滞和分化，这被解释为表明这些蛋白具有肿瘤抑制活性。然而，CCAAT/增强子结合蛋白的过度表达与胶质母细胞瘤的不良预后相关，并促进宫颈癌的基因组不稳定性，暗示其具有致癌作用。然而，重要的是，C/EBPδ在胰腺导管腺癌中充当肿瘤抑制因子。这是特别令人感兴趣的，因为在胰腺癌的背景下仅发现了少数肿瘤抑制因子。因此，CCAAT/增强子结合蛋白在癌症中的功能明显依赖于环境，但在很大程度上抑制了肿瘤。